# Francisco Pintos
Francisco R. Pintos (Tacuarembó, 1889 - Montevideo, 3 de junio de 1968) fue un escritor, periodista y político uruguayo, cuyos aportes más importantes estuvieron en el campo de la investigación histórica.

## Biografía
En 1915 se incorporó a las filas del partido socialista y militó junto a Eugenio Gómez contra los intentos de bloquear la entrada del Partido Socialista a la Internacional Comunista. Dentro del Partido Comunista, ocupó en distintas oportunidades cargos de dirección.
En 1933, colaboró con varios intelectuales uruguayos, en el marco de la visita del pintor mexicano David Alfaro Siqueiros, en la creación de la Confederación de Trabajadores Intelectuales de Uruguay, la cual dos años después dio paso a la Asociación de Intelectuales Artistas Periodistas y Escritores (AIAPE).
A nivel literario, se desempeñó como periodista, escribiendo columnas de "El Socialista" y participó del grupo fundador del diario "Justicia", donde trabajó como redactor.
Publicó ensayos históricos en la revista "Política" y brindó clases en la Universidad Popular de Villa Muñoz. En 1938 publicó la primera edición de su libro "Batlle y el Proceso Histórico del Uruguay", el cual es una interpretación materialista de la figura José Batlle y Ordóñez y la historia uruguaya.
En otros estudios históricos abordó temas como la defensa de Paysandú o la historia del movimiento obrero.
En 1958 fue candidato presidencial del Partido Comunista en las elecciones generales de ese año y continuó militando en ese partido hasta el día de su muerte.

## Obras
- Batlle y el proceso histórico del Uruguay (1938)
- De la dominación española a la guerra grande (1942)
- Historia del Uruguay (1851-1938 (1946)
- Historia del movimiento obrero del Uruguay (Corporación Gráfica. 1960)
- Por el desarme y por la paz (Ed. Alerta. 1960)
- La defensa de Paysandú (Comunidad del Sur. 1964)
- Ubicación de Artigas (prólogo de Vitali Korionov. Ed. Pueblos Unidos. 1965)
- Uruguay : de la liberación al afianzamiento de la burguesía (prólogo de Lucía Sala de Touron. Ed. Pueblos Unidos. 1966)
- La Literatura en el Uruguay y su contribución al proceso político y social de la República (Comunidad del sur. 1967)